# Dokumentenserver
Ein Dokumentenserver (auch Publikationsserver, Preprint-Server, Repository/Repositorium oder Online-Archiv) ist eine Digitale Bibliothek zur Veröffentlichung und Archivierung von elektronischen Publikationen in einem Repository. Im Gegensatz zu den meisten Internetdienstanbietern, bei denen zum Beispiel eine Homepage gespeichert werden kann, sorgt der Betreiber des Publikationsservers auch für die Langzeitarchivierung und Erschließung der publizierten Dokumente mit Hilfe von Metadaten. Die meisten Dokumentenserver werden von Hochschulen betrieben, um vor allem elektronische Abschlussarbeiten wie Dissertationen und andere Qualifikationsarbeiten aufzunehmen (Hochschulschriftenserver), oder werden für Preprints verwendet. Elektronische Zeitungen nutzen die technischen Möglichkeiten, um ihren Lesern einen zusätzlichen Service zu bieten.
Einige Repositorien werden institutionell betrieben (z. B. durch eine Universitätsbibliothek) andere sind institutionsübergreifend und bündeln Publikationen disziplinär. Um eine Standardisierung der Dienste und Schnittstellen von Repositorien bemüht sich die Deutsche Initiative für Netzwerkinformation (DINI) mit dem DINI-Zertifikat für Open-Access-Publikationsdienste. Die Open Archives Initiative fördert die Vernetzung von Dokumentenservern durch die Etablierung von technischen Standards. Mit dem von ihr entwickelten „Protocol for Metadata Harvesting“ (OAI-PMH) können Informationen über die Bestände von Dokumentenservern – sogenannte Metadaten – eingesammelt werden. Anschließend werden die Daten aggregiert und indexiert. Auf diese Weise lassen sich die Bestände mehrerer Dokumentenserver übergreifend durchsuchen. Dies ist beispielsweise mit den vertikalen Suchmaschinen BASE und OAIster möglich.

## Systeme
Zum Betrieb von Dokumentenservern gibt es verschiedene Softwaresysteme, die unter anderem die Funktion einer Archivsoftware übernehmen und größtenteils als Open Source verfügbar sind:
- DSpace
- EPrints
- Fedora Repository
- MyCoRe
- OPUS

Eine Übersicht von Dokumentenservern bieten das Registry of Open Access Repositories (ROAR) und die DINI-Datenbank.

## Beispiele

### Fachrepositorien
Fachrepositorien beinhalten Veröffentlichungen aus einem Fachgebiet oder mehreren meist benachbarten Fachgebieten.
- ArXiv: Einer der bekanntesten Preprint-Server
- BioRxiv: Preprint-Server für die Biowissenschaften
- ChemRxiv: Preprint-Server für das Fach Chemie
- EarthArxiv: Preprint-Server für die Geowissenschaften
- Econstor: Open-Access-Publikationsserver für die Wirtschaftswissenschaften
- GenderOpen: Open-Access-Publikationsserver für die Geschlechterforschung[6]
- E-LIS: Dokumentenserver aus dem Feld der Bibliotheks- und Informationswissenschaft
- Hydraulic Engineering Repository: Dokumentenserver für den Wasserbau
- INSPIRE-HEP: Publikationsserver für Teilchenphysik (Invenio)
- MedRxiv: Preprint-Server für die Gesundheitswissenschaften
- Pedocs: Dokumentenserver für erziehungswissenschaftliche Literatur
- PsyDok: Dokumentenserver für das Fach Psychologie
- PubMed Central: Dokumentenserver für Medizin und Biologie. In den USA muss jegliche, durch die National Institutes of Heath geförderte Forschung, innerhalb von zwölf Monaten original oder als Kopie bei PMC veröffentlicht werden.[7]
- SlavDok Open-Access Dokumentenserver für slawistische Veröffentlichungen
- Social Science Open Access Repository: Open-Access-Dokumentenserver der Sozialwissenschaften
- Social Science Research Network: Dokumentenserver von Elsevier

### Institutionelle Dokumentenserver
Institutionelle Dokumentenserver beinhalten Veröffentlichungen aus einer Institution, beispielsweise einer Universität oder einer anderen Forschungseinrichtung. Sie bieten eine erhöhte Sichtbarkeit bzw. Findbarkeit ihrer Publikationen (z. B. über Suchmaschinen) sowie schnellen und kostenlosen Zugang (Open Access). Außerdem garantieren institutionelle Dokumentenserver die Langzeitverfügbarkeit der Publikationen, was bei anderen Formen der elektronischen Publikation, wie einem Upload auf soziale Medien, nicht gewährleistet ist.
- Dokumenten- und Publikationsserver der HU Berlin[8] (Humboldt-Universität zu Berlin)
- DuEPublico:[9] Dokumenten- und Publikationsserver der Universität Duisburg-Essen (MyCoRe)
- Bayerische OPUS-Server[10]
- Qucosa: Sächsischer Dokumenten und Publikationsserver
- Online Publikationsverbund der Universität Stuttgart[11] (OPUS)
- Dokumenten- und Publikationsserver Speyer (DoPuS),[12] Schriften der Deutschen Universität für Verwaltungswissenschaften Speyer und des Deutschen Forschungsinstituts für öffentliche Verwaltung Speyer (FÖV); im August 2017 auch 944 Volltexte

### Spezielle Dokumentenserver
- Netzpublikationen der Deutschen Nationalbibliothek:[13] Die DNB sammelt E-Books, E-Journals, E-Paper, Hochschulschriften, Noten, Hörbücher, Digitalisate und ausgewählte Websites im Rahmen ihres gesetzlich verankerten Sammelauftrags.
- OpenAIRE: Netzwerk aus Repositorien, das insbesondere EU-geförderte Publikationen aggregiert.